# Antoine Rebetez
Antoine Rebetez (Suiza, 1897-28 de enero de 1980) fue un gimnasta artístico suizo, doble medallista de bronce olímpico en París 1924.

## Carrera deportiva
En las Olimpiadas de París 1924 gana el bronce en el concurso por equipos —tras los italianos y franceses— y también bronce en caballo con arcos, tras sus compatriotas los suizos Josef Wilhelm y Jean Gutweninger.